# Jamaica en los Juegos Olímpicos de Los Ángeles 1984
Jamaica estuvo representada en los Juegos Olímpicos de Los Ángeles 1984 por un total de 45 deportistas que compitieron en 5 deportes.  
El portador de la bandera en la ceremonia de apertura fue el atleta Bertland Cameron.

## Medallistas
El equipo olímpico jamaicano obtuvo las siguientes medallas:
| Nombre                                                        | Deporte   | Competición |
| ------------------------------------------------------------- | --------- | ----------- |
| Oro                                                           |           |             |
| —                                                             |           |             |
| Plata                                                         |           |             |
| Raymond Stewart Albert Lawrence Gregory Meghoo Donald Quarrie | Atletismo | 4 × 100 m M |
| Bronce                                                        |           |             |
| Merlene Ottey-Page                                            | Atletismo | 100 m F     |
| Merlene Ottey-Page                                            | Atletismo | 200 m F     |